# Еврейское кладбище в Бад-Мингольсхайме
Евре́йское кла́дбище в Бад-Мингольсха́йме (нем. Jüdischer Friedhof Bad Mingolsheim) — одно из еврейских кладбищ на севере немецкой земли Баден-Вюртемберг, расположенное в прежнем посёлке Бад-Мингольсхайме, ставшем сегодняшним районом города Бад-Шёнборн. В связи с исторической ценностью является памятником культуры (Kulturdenkmal).

## История
Вначале умерших членов еврейской общины Бад-Мингольсхайма хоронили на Еврейском кладбище в Обергромбахе (Obergrombach). С 1878 года было открыто и окружено каменной стеной собственное частное кладбище в Бад-Мингольсхайме, которое находится на северо-восточной окраине Бад-Шёнборна, в конце сегодняшней Конрадин-Кройтцер-штрассе (Konradin-Kreutzer-Straße).  
На кладбище также хоронили умерших евреев из Мальша и Эстрингена.
Самый старый могильный камень датирован 1878 годом. Последнее погребение состоялось в 1939 году.

## Площадь
Площадь еврейского кладбища 24 ара (2400 м²). На нём насчитывается 154 надгробных камня.